# Современное пятиборье
Совреме́нное пятибо́рье, спорти́вное пятибо́рье, пятиборье, пентатло́н (др.-греч. πέντα — пять + αθλο — состязание) — вид спорта из класса спортивных многоборств, в котором участники соревнуются в пяти дисциплинах: конкур, фехтование, стрельба, бег, плавание. Пятиборье разделяется на мужское и женское и по возрасту. Современным называется для отличия от античного.

## История
Родиной пятиборья считается греческий остров Лемнос. По  мифологии, когда аргонавты во главе с Ясоном во время своего похода за Золотым Руном прибыли на остров Лемнос, управляемый женщинами, царица Гипсипила хотела напасть на них с оружием, но её убедили принять их с миром. В честь прибытия героев Гипсипила учредила состязания по пентатлону.

Комплексные состязания по спортивно-прикладным умениям и навыкам, необходимым воину, известны с древнейших времён (например, пентатлон в программе древнегреческих Олимпийских игр).
Впервые соревнования по современному пятиборью начали проводиться во 2-й половине XIX века в Швеции. Затем и в других странах стали проводиться соревнования по офицерскому пятиборью — спортивному комплексу, состоящему из нескольких спортивных дисциплин, отражавших сущность боевой подготовки офицера того времени (верховая езда, фехтование, стрельба, плавание, бег). С 1912 по инициативе П. де Кубертена разработанный им комплекс офицерского пятиборья включен в программу Олимпийских игр. Он писал, что подобное испытание, как никакое другое, «станет достойной проверкой моральных качеств человека, его физических возможностей и навыков, и таким образом даст нам идеального, разностороннего атлета». До 1948 года к соревнованиям допускались только спортсмены-офицеры. Своё современное название комплекс получил в 1948 году, когда в Лондоне был основан Международный союз современного пятиборья и биатлона (фр. Union de Pentathlon Moderne et Biathlon, UIPMB)

## Правила

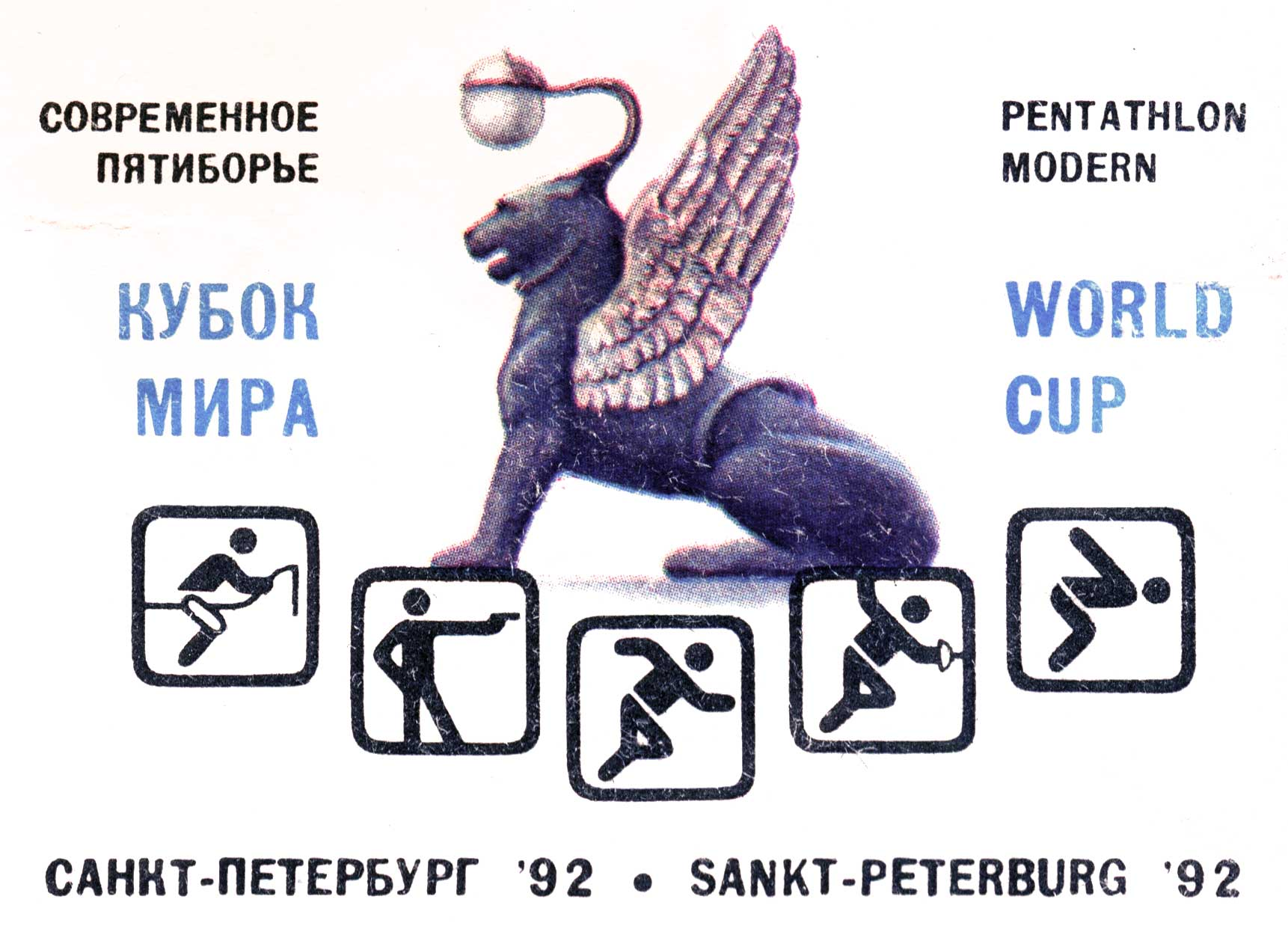
Кубок мира по современному пятиборью в Санкт-Петербурге, 1992 г. Фрагмент конверта, почта России.

Программа соревнований. Соревнования по современному пятиборью обычно проходят в такой последовательности:
- фехтование;
- плавание;
- конкур;
- комбайн — бег (легкая атлетика) плюс стрельба из пистолета

и строятся на системе зачетных очков. Для каждой дисциплины установлен определённый норматив, при выполнении которого спортсмену начисляется 250 (в конкуре — 300) очков. В случае, если он сумеет превзойти этот норматив, пятиборец получает определённое количество дополнительных баллов, при невыполнении стандарта с участника снимаются соответствующие очки. Очки, набранные в различных видах программы, суммируются.
В ноябре 2022 года конгресс UIPM проголосовал за замену конкура на гонку с препятствиями. На юниорских соревнованиях такой формат был опробован в 2023 году. На взрослом уровне замена произойдет не ранее, чем по завершении Олимпийских игр 2024 года. 

### Фехтование

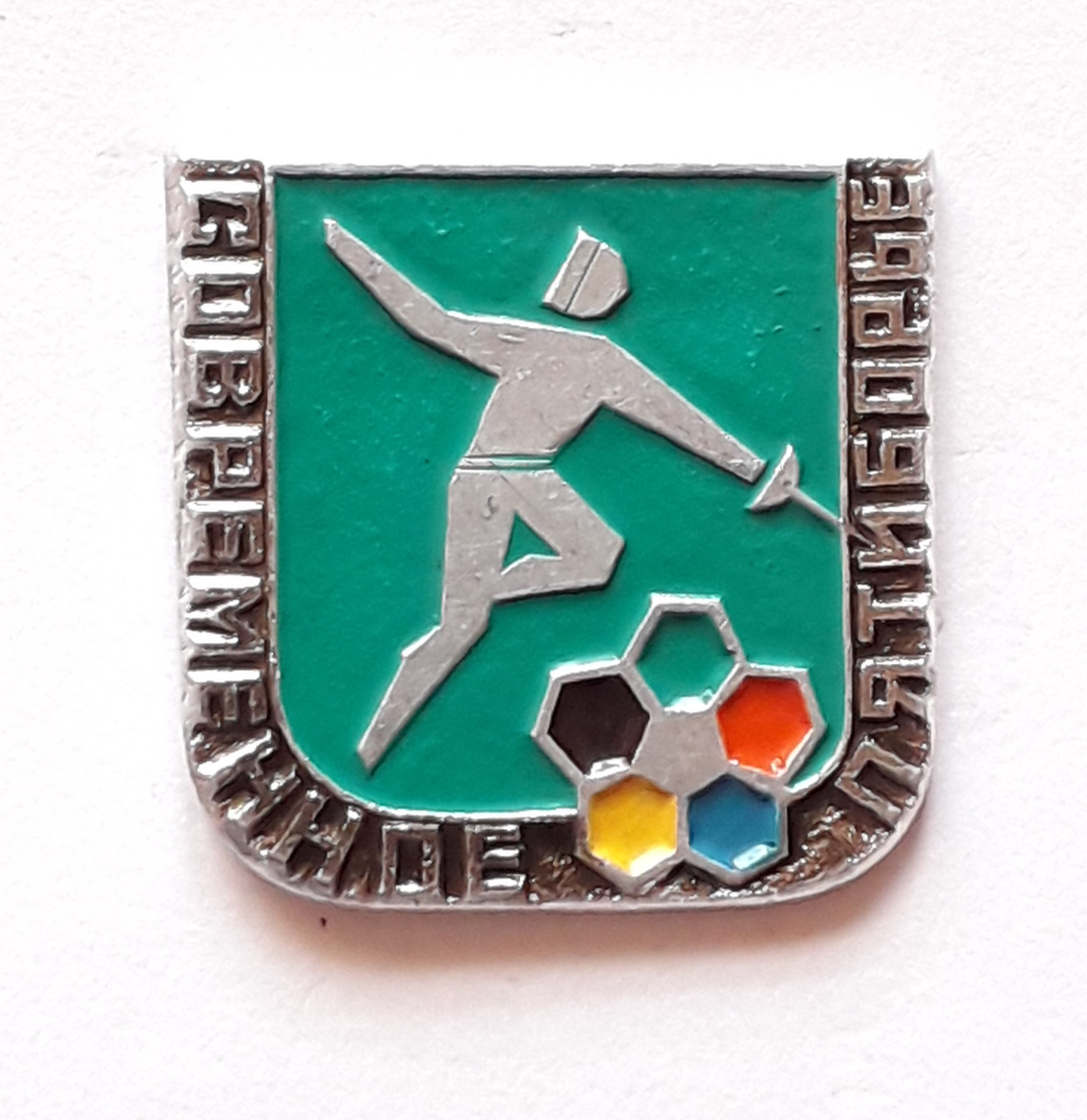
Значок фехтование.

Фехтование на шпагах зачастую длится несколько часов, так как проводится по круговой системе. Каждый спортсмен проводит не менее 20 боев. Уже первый укол (поверхностью укола является все тело) определяет победу или поражение. При обоюдных уколах, то есть когда оба фехтовальщика производят укол одновременно, фехтование продолжается до следующего укола. Чтобы бой не длился слишком долго, длительность его ограничена 1 мин. Если в течение этого времени не выявится победитель, то обоим спортсменам засчитывается поражение. На соревнованиях по фехтованию обязательны электро-автоматические сигнализаторы уколов.
Каждый участник встречается со всеми участниками по круговой системе, и проводит бой до результативного укола. За каждый выигранный укол спортсмен получает 6 очков. 70% выигранных боев это 250 очков.

### Плавание

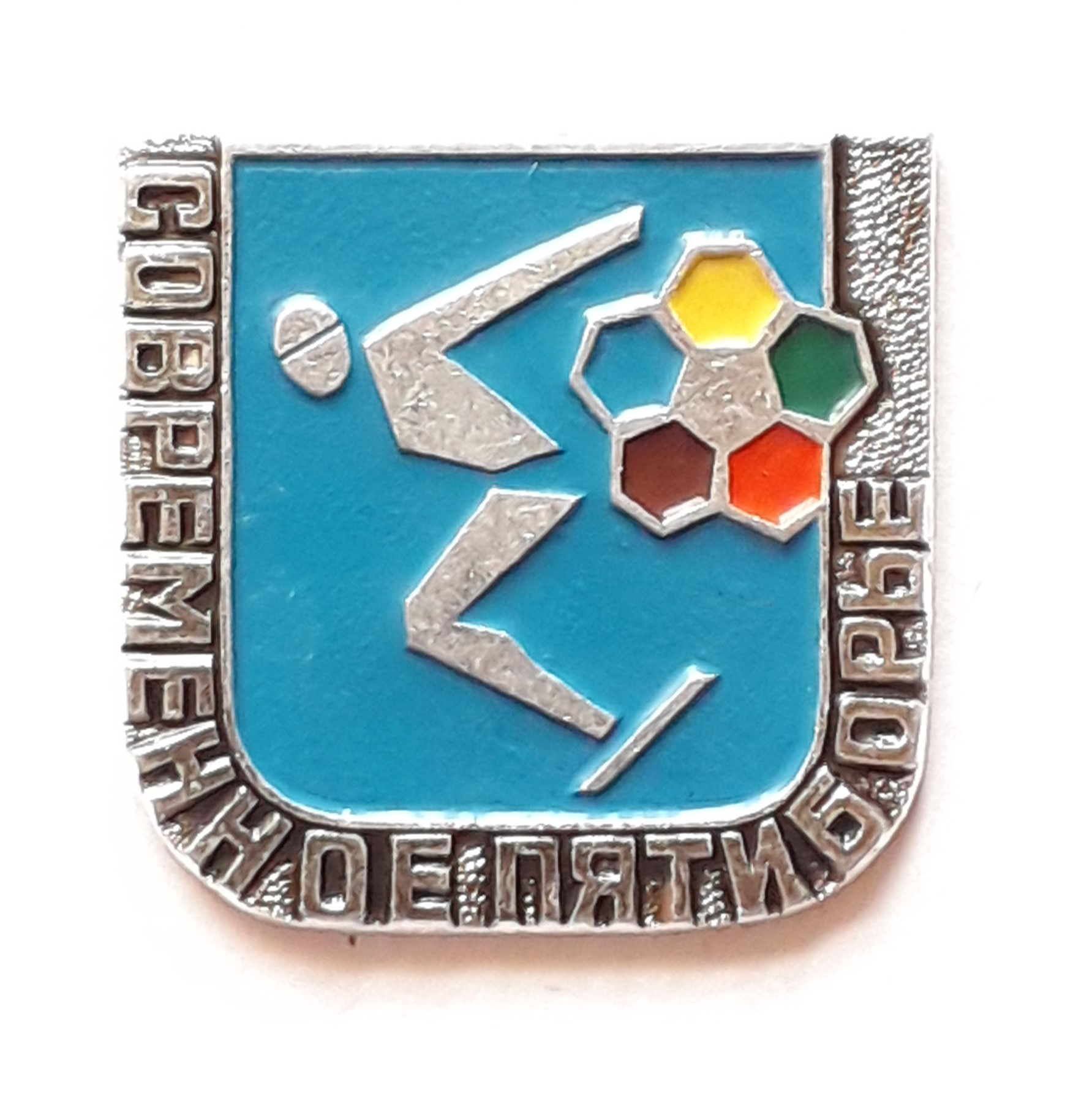
Значок плавание.

Плавание вольным стилем на дистанции 200 м. Результат 2:30 мин для мужчин и женщин — приносит участнику 250 зачетных очков. Каждые 0,3 с выше (ниже) этого результата улучшают (ухудшают) его показатель на 1 очко. Рекорд у мужчин пятиборцев на сегодня 1.49,63.

### Конкур

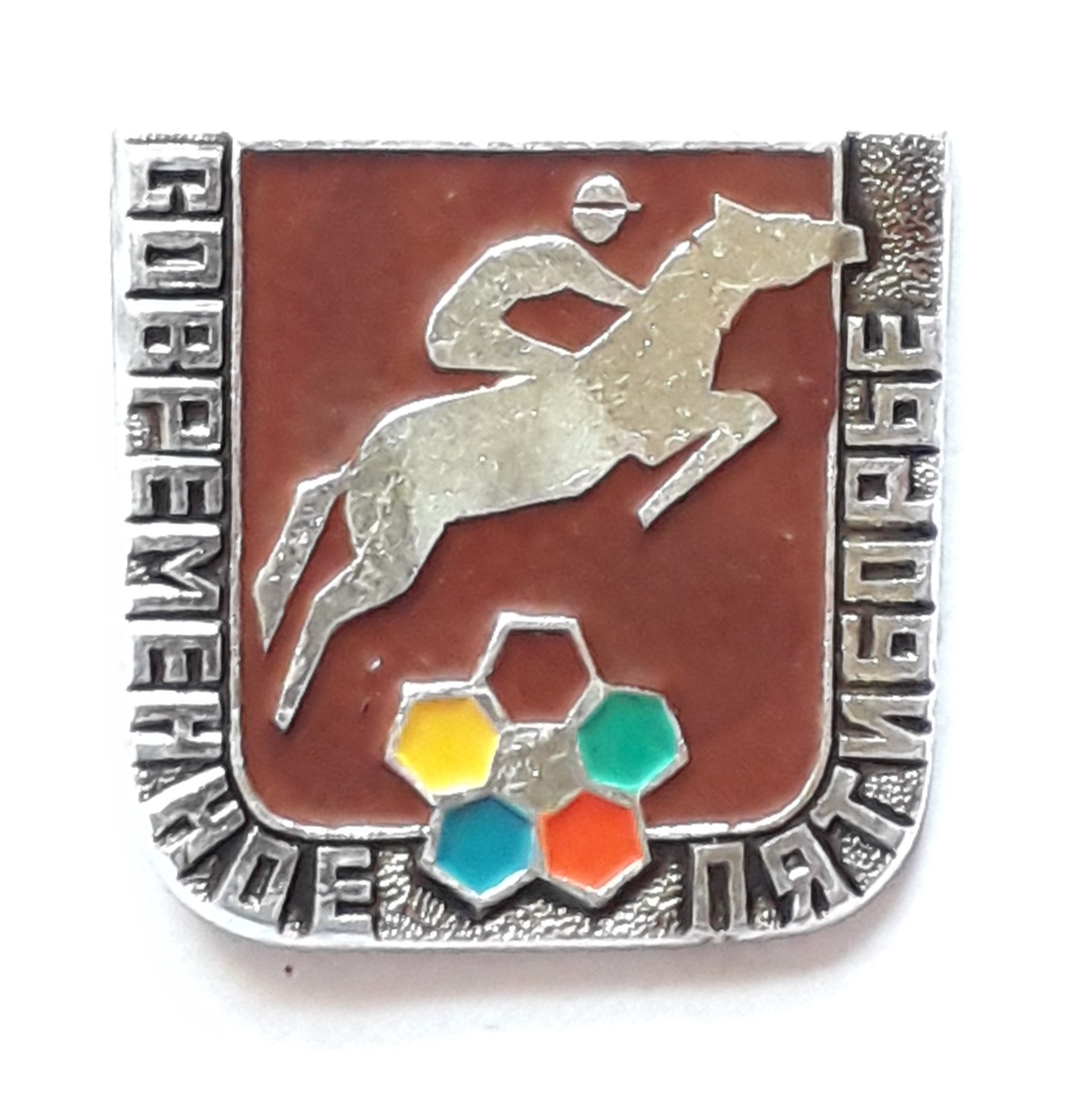
Значок конкур.

Верховая езда с преодолением препятствий на дистанции 350—450 м. Высота препятствий — до 120 см, ширина — до 150. Среди этих препятствий обязательно должны быть одна двойная и одна тройная системы. Для прохождения маршрута устанавливается контрольное время (например, для дистанции 400 м оно составляет 2:18 мин). Результат выступления участников определяют, вычитая из изначальных 300 очков штрафные баллы: за просроченное время (1 очко за каждую «лишнюю» секунду) и технические ошибки. Если спортсмен более чем в 2 раза превысил временной лимит, он получает за своё выступление 0 очков. По правилам, «знакомство» наездника с лошадью, на которой ему предстоит выступать (согласно жребию), происходит за 20 мин до выхода на старт. В ходе разминки пятиборец может взять на «своей» лошади пять пробных препятствий.

### Комбайн — бег и стрельба из пистолета

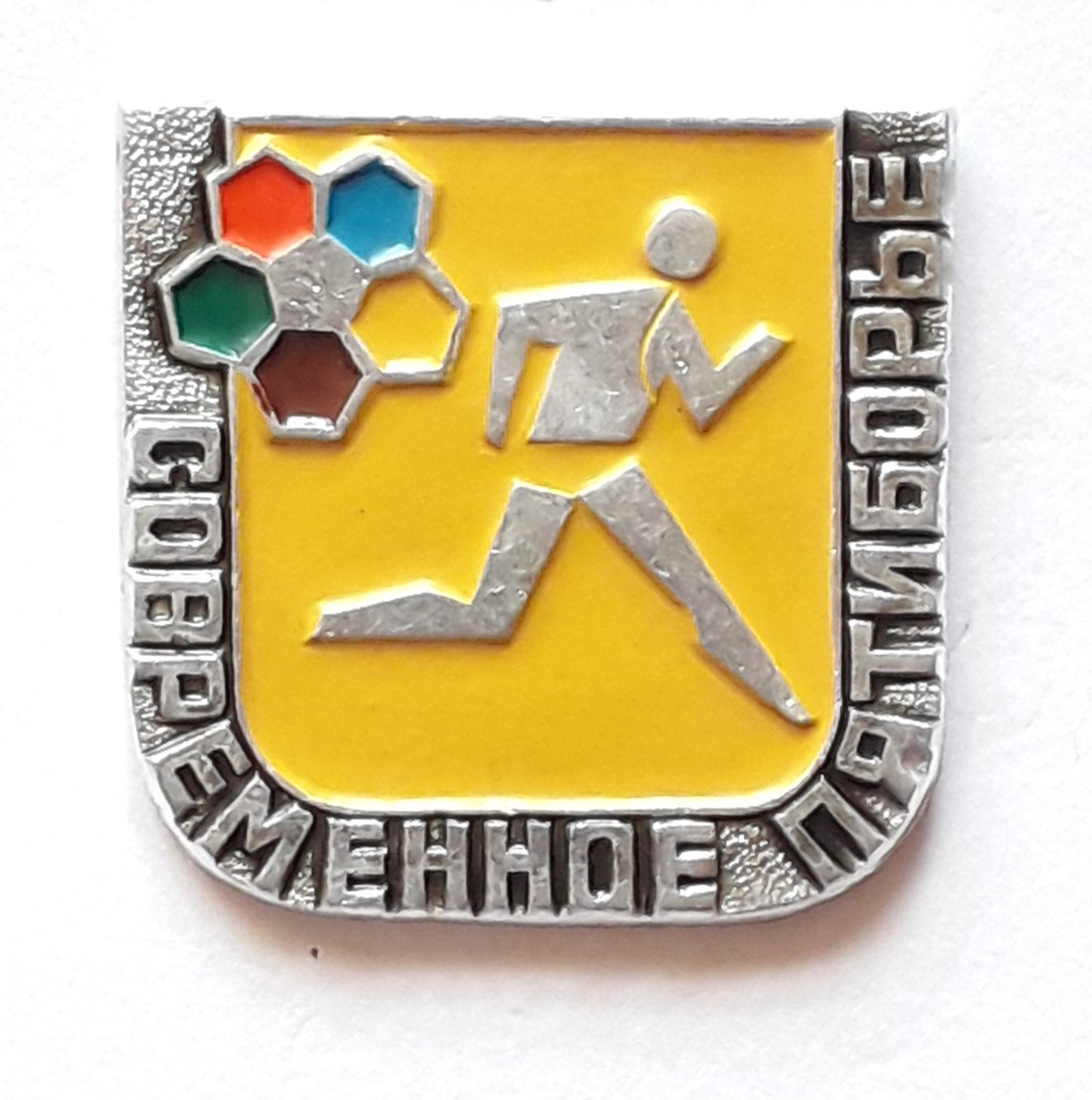
Значок бег.

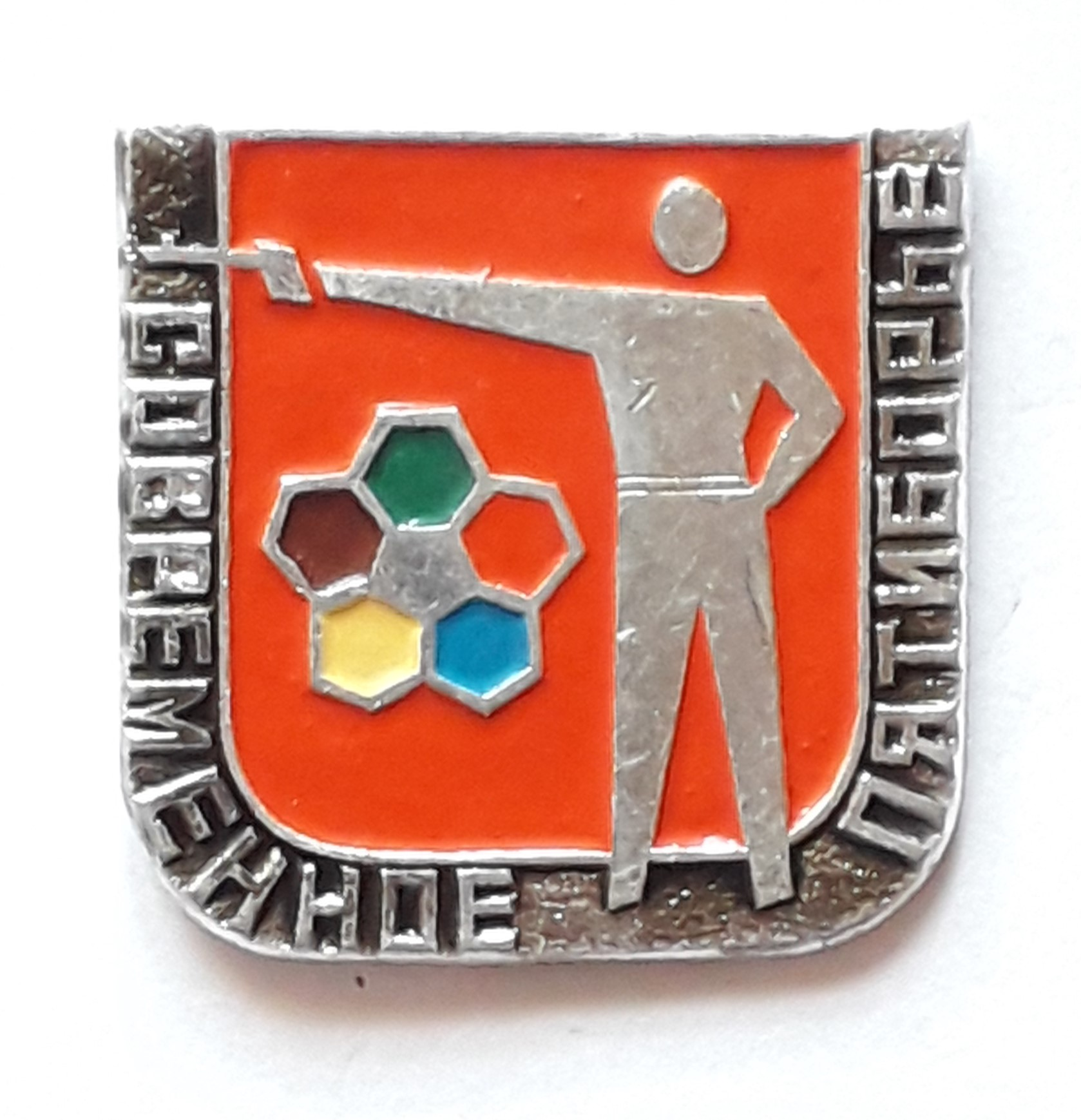
Значок стрельба из пистолета.

С 1 января 2009 года бег на 3000 м и стрельба были объединены. Сейчас в стрельбе допускается использование лазерного пистолета и электронных мишеней.  По правилам соревнований нужно пробежать 4 раза по 800 метров, имея на дистанции 4 огневых рубежа. Старт производится по системе гандикапа — подсчитываются очки по результатам предыдущих видов и разница их переводится в секунды. После старта, через 20 метров, спортсмены подбегают к огневому рубежу. Стрельба проходит в 4 серии, расстояние до мишеней 10 м. Каждая серия состоит из поражения 5 мишеней диаметром 59,5 мм любым количеством попыток за максимально отведённое время 50 с. Наиболее скорострельные пятиборцы «закрывают» пять мишеней за 10—15 с. Как только спортсмен поразил 5 мишеней или лимит времени вышел, он может начать бег протяженностью 800 метров. Раньше использовался только однозарядный газовый (СO2) или пневматический пистолет калибра 4,5 мм, спортсмен должен был перезаряжать оружие перед каждым выстрелом и после поражения пяти мишеней бежал дальше (рекорд скорострельности — 7,22 с. Мировой рекорд по времени, затраченному на поражение 15 мишеней, составляет 28,7 с.)

## Чемпионы мира в личном зачёте
- Мужчины

Первый чемпионат мира по современному пятиборью был проведен в 1949 году. Это был чемпионат мира среди мужчин. Первым чемпионом мира стал Таге Бьюрефельт  Швеция.
У мужчин чемпионаты не проводились в годы проведения Олимпийских игр.
С 1992 года чемпионаты мира среди мужчин стали проводиться ежегодно.
- Женщины

Чемпионаты мира среди женщин до 1980-х годов не проводились.
В 1978—1980 годы проводился турнир по современному пятиборью среди женщин «Кубок мира».
В 1981 году состоялся первый официальный чемпионат мира среди женщин. Первой чемпионкой мира стала Анна Альгрен  Швеция.
С 1981 года чемпионаты мира по женскому современному пятиборью проводятся ежегодно.
Ниже приведена таблица со списком чемпионов мира современному пятиборью, указанным в обратной хронологии (последние чемпионы — вверху). В скобках после фамилии спортсмена указано, который по счёту титул чемпиона мира он в этом году завоевал.
| Мужчины | Мужчины                  | Мужчины          |  | Женщины    | Женщины                  | Женщины        |
| Год     | Спортсмен                | Страна           |  | Год        | Спортсменка              | Страна         |
| 2021    | Адам Мароши (2)          | Венгрия          |  | 2021       | Анастасия Прокопенко (2) | Беларусь       |
| 2020    | не проводился            |                  |  | 2020       | не проводился            |                |
| 2019    | Валентин Бело (2)        | Франция          |  | 2019       | Ольга Силкина            | Беларусь       |
| 2018    | Джеймс Кук               | Великобритания   |  | 2018       | Анастасия Прокопенко     | Беларусь       |
| 2017    | Юнг Джин Хва             | Республика Корея |  | 2017       | Гульназ Губайдуллина     | Россия         |
| 2016    | Валентин Бело            | Франция          |  | 2016       | Шарольта Ковач           | Венгрия        |
| 2015    | Павел Тимощенко          | Украина          |  | 2015       | Лена Шонеборн            | Германия       |
| 2014    | Александр Лесун (2)      | Россия           |  | 2014       | Мюррей Саманта           | Великобритания |
| 2013    | Юстинас Киндерис         | Литва            |  | 2013       | Лаура Асадаускайте       | Литва          |
| 2012    | Александр Лесун          | Россия           |  | 2012       | Мхаири Спенс             | Великобритания |
| 2011    | Андрей Моисеев           | Россия           |  | 2011       | Виктория Терещук         | Украина        |
| 2010    | Сергей Карякин           | Россия           |  | 2010       | Амели Казе (3)           | Франция        |
| 2009    | Адам Мароши              | Венгрия          |  | 2009       | Чэнь Цянь                | Китай          |
| 2008    | Илья Фролов              | Россия           |  | 2008       | Амели Казе (2)           | Франция        |
| 2007    | Виктор Хорват            | Венгрия          |  | 2007       | Амели Казе               | Франция        |
| 2006    | Эдвинас Крунголцас       | Литва            |  | 2006       | Марта Дзиадура           | Польша         |
| 2005    | Сянь Женхуа              | Китай            |  | 2005       | Клаудия Корсини          | Италия         |
| 2004    | Андрей Заднепровский (2) | Литва            |  | 2004       | Жужанна Ворош (3)        | Венгрия        |
| 2003    | Эрик Вальтер             | Германия         |  | 2003       | Жужанна Ворош (2)        | Венгрия        |
| 2002    | Михал Седлецки           | Чехия            |  | 2002       | Беа Симока               | Венгрия        |
| 2001    | Габор Балог (2)          | Венгрия          |  | 2001       | Стефани Кук              | Великобритания |
| 2000    | Андрей Заднепровский     | Литва            |  | 2000       | Пернилла Сварре          | Дания          |
| 1999    | Габор Балог              | Венгрия          |  | 1999       | Жужанна Ворош            | Венгрия        |
| 1998    | Себастьян Делень (2)     | Франция          |  | 1998       | Анна Сулима              | Польша         |
| 1997    | Себастьян Делень         | Франция          |  | 1997       | Елизавета Суворова       | Россия         |
| 1996    | Александр Парыгин        | Казахстан        |  | 1996       | Жанна Шубенок            | Беларусь       |
| 1995    | Дмитрий Сватковский (2)  | Россия           |  | 1995       | Керстин Даниэльсон       | Швеция         |
| 1994    | Дмитрий Сватковский      | Россия           |  | 1994       | Ева Фьеллеруп (4)        | Дания          |
| 1993    | Ричард Фелпс             | Великобритания   |  | 1993       | Ева Фьеллеруп (3)        | Дания          |
| 1992    | …                        | …                |  | 1992       | Ивона Ковалевска         | Польша         |
| 1991    | Аркадиуш Скржыпачек      | Польша           |  | 1991       | Ева Фьеллеруп (2)        | Дания          |
| 1990    | Джанлука Тиберти         | Италия           |  | 1990       | Ева Фьеллеруп            | Дания          |
| 1989    | Ласло Фабиан             | Венгрия          |  | 1989       | Лори Норвуд              | США            |
| …       | …                        | …                |  | 1988       | Дорота Идзи              | Польша         |
| 1987    | Жоэль Бузу               | Франция          |  | 1987       | Ирина Киселёва (2)       | СССР           |
| 1986    | Карло Массулло           | Италия           |  | 1986       | Ирина Киселёва           | СССР           |
| 1985    | Аттила Мижер             | Венгрия          |  | 1985       | Барбара Котовская        | Польша         |
| …       | …                        | …                |  | 1984       | Светлана Яковлева        | СССР           |
| 1983    | Анатолий Старостин       | СССР             |  | 1983       | Линн Чернобровы          | Канада         |
| 1982    | Даниэле Масала           | Италия           |  | 1982       | Венди Норман             | Великобритания |
| 1981    | Януш Пычак-Печак (2)     | Польша           |  | 1981       | Анна Альгрен             | Швеция         |
| 1980    | …                        | …                |  | Кубок мира | Венди Норман             | Великобритания |
| 1979    | Роберт Ниман             | США              |  | Кубок мира | Анна Альгрен             | Швеция         |
| 1978    | Павел Леднёв (4)         | СССР             |  | Кубок мира | Венди Норман             | Великобритания |
| 1977    | Януш Пычак-Печак         | Польша           |  |            |                          |                |
| 1975    | Павел Леднёв (3)         | СССР             |  |            |                          |                |
| 1974    | Павел Леднёв (2)         | СССР             |  |            |                          |                |
| 1973    | Павел Леднёв             | СССР             |  |            |                          |                |
| 1971    | Борис Онищенко           | СССР             |  |            |                          |                |
| 1970    | Петер Келеман            | Венгрия          |  |            |                          |                |
| 1969    | Андраш Бальцо (5)        | Венгрия          |  |            |                          |                |
| 1967    | Андраш Бальцо (4)        | Венгрия          |  |            |                          |                |
| 1966    | Андраш Бальцо (3)        | Венгрия          |  |            |                          |                |
| 1965    | Андраш Бальцо (2)        | Венгрия          |  |            |                          |                |
| 1963    | Андраш Бальцо            | Венгрия          |  |            |                          |                |
| 1962    | Эдуард Сдобников         | СССР             |  |            |                          |                |
| 1961    | Игорь Новиков (4)        | СССР             |  |            |                          |                |
| 1959    | Игорь Новиков (3)        | СССР             |  |            |                          |                |
| 1958    | Игорь Новиков (2)        | СССР             |  |            |                          |                |
| 1957    | Игорь Новиков            | СССР             |  |            |                          |                |
| 1955    | Константин Сальников     | СССР             |  |            |                          |                |
| 1954    | Бьорн Тофельт            | Швеция           |  |            |                          |                |
| 1953    | Набор Бенедек            | Венгрия          |  |            |                          |                |
| 1951    | Ларс Халл (2)            | Швеция           |  |            |                          |                |
| 1950    | Ларс Халл                | Швеция           |  |            |                          |                |
| 1949    | Таге Бьюрефельт          | Швеция           |  |            |                          |                |